# Johor-Bulldoggfledermaus

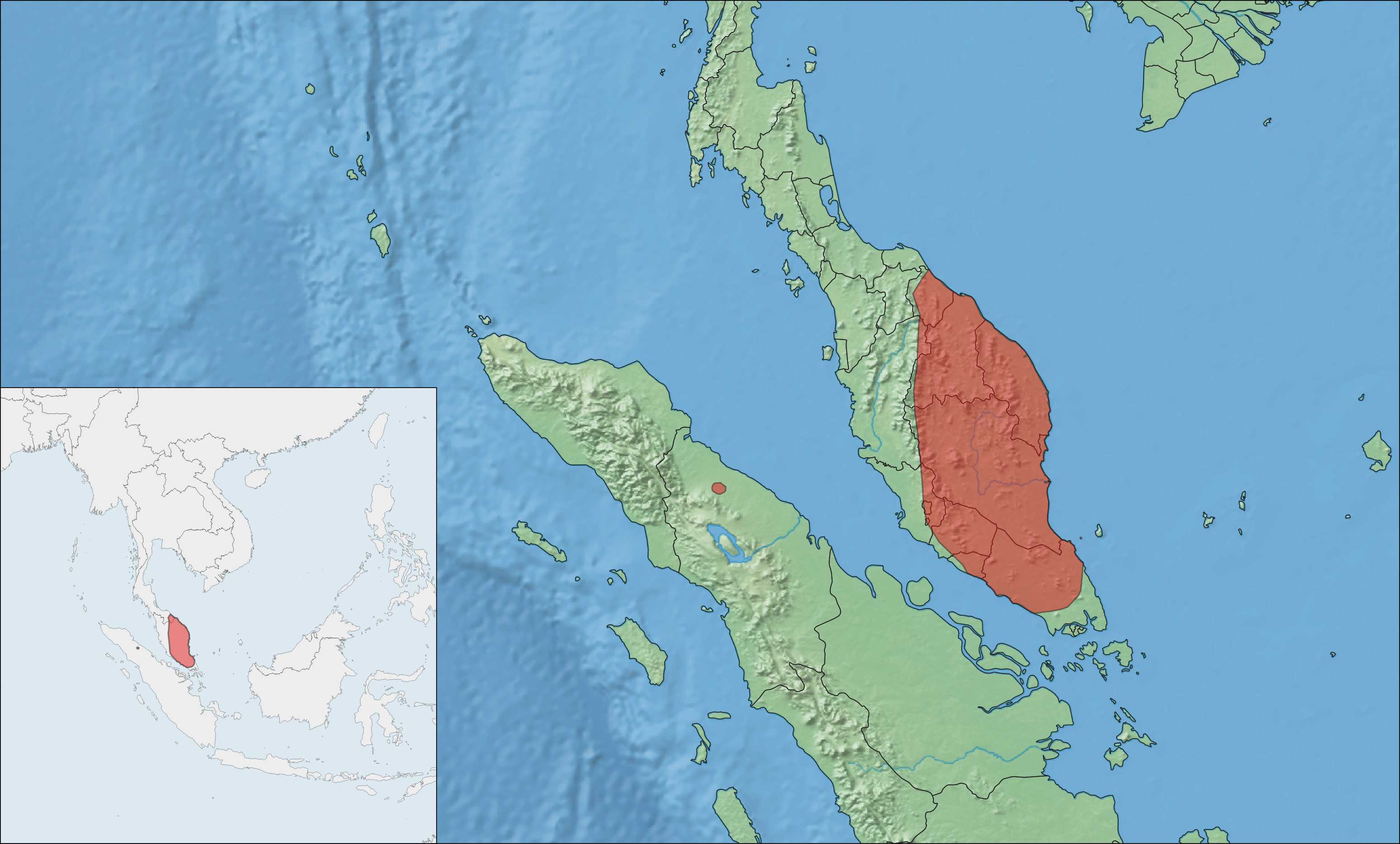
Verbreitungsgebiet der Johor-Bulldoggfledermaus

Die Johor-Bulldoggfledermaus (Chaerephon johorensis), (Synonyme: Tadarida johorensis) ist eine in Malaysia und Thailand vorkommende Fledermausart der Gattung der Freischwanzfledermäuse.

## Beschreibung
Die Johor-Bulldoggfledermaus erreicht eine Kopf-Rumpf-Länge von 60–72 mm. Der aus der Flughaut herausragende Schwanz ist 36–43 mm lang. Die Ohren sind 16–22 mm groß, die Unterarmlänge beträgt 44–49 mm. Das Gewicht der Johor-Bulldoggfledermaus liegt zwischen 15 und 25 g. Das weiche kurze Fell ist auf der Rückenseite dunkelbraun gefärbt. Das Bauchfell erscheint etwas heller gefärbt, die Haarspitzen sind grau. Die Ohren sind in der Mitte zusammengewachsen. Dort liegen längere Haare, die zu einem Schopf aufgestellt werden können. Die Lippen sind faltig, die Flughäute und Ohren dunkelbraun gefärbt. Der zweite Prämolar ist sehr klein.

## Verbreitung und Gefährdung
Die Johor-Bulldoggfledermaus kommt auf der Malaiischen Halbinsel in Malaysia und im Süden von Thailand an der Grenze zu Malaysia vor. Zudem gibt es ein isoliertes Vorkommen im Nord-Osten von Sumatra. Die Art wird seitens der IUCN als „gefährdet“ („vulnerable“) eingestuft. Hauptursache für den Rückgang der Population ist die Zerstörung des Habitats durch Abholzung der Tropischen Wälder.

## Lebensweise
Johor-Bulldoggfledermäuse wurden im tropischen Tieflandregenwald gefangen. Vermutlich jagen sie Insekten im offenen Luftraum. Trächtige Weibchen wurden zwischen Juni und Oktober gefangen. Quartiere der Art sind bisher nicht bekannt, vermutlich werden Höhlen als Hangplatz genutzt. Die Ultraschallrufe sind mit einer Start- von 31 und einer Endfrequenz von 17 kHz sowie einer Startfrequenz von 21 und einer Endfrequenz von 14 kHz sehr tieffrequent für Fledermausrufe und teilweise ohne Detektor hörbar.

## Systematik, Etymologie und Forschungsgeschichte
Der Holotypus wurde in Johor von James Wood-Mason gesammelt und in Alkohol eingelegt. Die Erstbeschreibung erfolgte 1873 durch George Edward Dobson unter dem Namen Molossus (Nyctinomus) johorensis.